# كبلر-89
كيبلر 89 (بالإنجليزية: Kepler-89)‏ الذي يرمز له بالرمز 2MASS J19491993+4153280، هو نجم، في كوكبة الدجاجة (كوكبة).

## الاكتشاف
.